# Metaksia Simonyan
Metaksia Simonyan (Aşgabat, 1926 – Erevan, 11 agosto 1987) è stata un'attrice armena-sovietica di cinema e teatro.

## Biografia
Nata nel 1926 ad Aşgabat (alcune fonti indicano il 21 gennaio, altre il 21 febbraio), nel 1933 si trasferì a Erevan con la famiglia. Nel 1948 si diplomò all'Istituto statale di teatro e cinematografia di Erevan. Nello stesso anno venne invitata al Teatro accademico di stato Gabriel Sundukian din Erevan e dal 1968 insegnò alla Accademia di Stato delle Belle Arti dell'Armenia.
Nel corso degli studi interpretò i ruoli di Katerina (in Penny Plucked di Feodor Sologod) e di Anani (Un'altra vittima ancora) di Gabriel Sundukian.
Tra i primi ruoli memorabili ci sono Armanush (Queste stelle sono le nostre di Grigor Ter-Grigoryan, ruolo per il quale ricevette il Premio di Stato dell'URSS nel 1950), Nina (Masquerade di Mikhail Lermontov).

## Carriera
Nel teatro armeno, Simonyan continuò le tradizioni di Arus Voskanyan e Ruzanna Vardanyan. Recitò gli stessi personaggi in opere di autori russi, dell'Europa occidentale e quelli armeni, sia nelle commedie che nelle tragedie. Interpretò per decenni ruoli da protagonista come: Shura (Yegor Bulichov e altri di Maxim Gorkij), Desdemona, Giulietta e Cordelia (nelle pièces Otello Romeo e Giulietta e Re Lear  di William Shakespeare), Susan (in Namus di Alexander Shirvanzade). Interpretò Hudit (nello spettacolo teatrale Uriel da Costa di Karl Gutzkow), Noudar (Ara bella di Nairi Zarian), Catherine Leffier (in Madame San Jean di Victorian Sardou), Martha (Chi ha paura di Virginia Woolf? di Edward Albee, il suo ultimo ruolo) ed altri.
Impersonò Nastasia Philipovna (trasposizione teatrale del romanzo L'idiota di Fëdor Dostoevskij) e Susan nell'opera teatrale Namus di Alexander Shirvanzade, che racconta l'amore della giovane coppia, Seyran e Susan, che ebbe una tragica fine a causa del pregiudizio del genitore. Metaksia Simonyan fu inoltre attrice di cinema (Anahit, in A Girl From Ararat Valley del 1947, To Whom The Life Smiles del 1949, A Jump Over the Precipice nel 1959, Waters Rise nel 1962, The Last Deed of Kamo del 1973, Hayfilm e Sayat-Nova del 1960, film tv). Partecipò inoltre a programmi radiofonici e televisivi, recitato poesie e suonando. Si esibì a Mosca, Baku, Tbilisi, Beirut, Damasco e altrove.
Morì l'11 agosto 1987 a Erevan, in Armenia.

## Filmografia
- Anahit (1947)[5]
- A Girl From Ararat Valley (1949)[6]
- Looking of the Addressee (1955)[7]
- Trifle (1954)
- To Whom the Life Smiles (1957)
- Her Fantasy (1959)
- A Jump Over the Precipice (1959)[8]
- Sayat-Nova (1960)[9]
- Waters Rise (1962)
- Khatabala (1971)[10]
- Heghnar aghbyur (1971)[11]
- The Last Deed of Kamo (1974)[12]
- Huso astgh (1978)[13]

## Spettacoli teatrali
- Masquerade di Mikhail Lermontov (1949), ruolo di Nina
- Namus di Alexander Shirvanzade (1955), ruolo di Susanna
- Romeo e Giulietta di William Shakespeare (1960), ruolo di Juliet
- Otello di William Shakespeare (1960), ruolo di Desdemona
- Uriel da Costa di Karl Gurtzkow (1970), ruolo di Hudit
- Ara bella di Nairi Zaryan (1975), ruolo di Nvard
- Signora San Jean di Viktorien Sardu (1980), ruolo di Catherine Leffier
- Chi ha paura di Virginia Woolf? di Edward Albee (1981), ruolo di Marta
- L'Idiota di Fyodor Dostoevsky (1982), ruolo di Nastasya Phlipovna